# 埃维·贝里格伦
埃维·贝里格伦（瑞典語：Evy Berggren，1934年6月16日—2018年12月5日），瑞典女子体操运动员。她曾代表瑞典参加1952年和1956年夏季奥林匹克运动会体操比赛，共获得一枚金牌和一枚银牌。